# Juliana Blumenschein
Juliana Blumenschein (* 1992 in Freiburg im Breisgau) ist eine deutsch-brasilianische Jazzmusikerin (Gesang, Komposition).

## Leben und Wirken
Blumenschein, die in der Nähe von Karlsruhe aufwuchs, ist die Tochter klassischer Pianisten. Früh lernte sie Klavier und Geige spielen und errang Preise beim Wettbewerb Jugend musiziert. Mit neun Jahren entdeckte sie den Gesang und war dann auch an Gospel, Soul, Rhythm & Blues und Jazz interessiert.  Mit 14 Jahren begann sie auf Wunsch ihrer Eltern zunächst eine klassische Gesangsausbildung, um dann als Jungstudentin von Ann Malcolm unterwiesen zu werden. Nach dem Abitur studierte sie Jazzgesang an der Hochschule für Musik Karlsruhe und für ein Semester in Salvador (Bahia).
2018 gründete Blumenschein ihr Quintett, mit dem sie kurz darauf schon bei Jazzopen Stuttgart auftrat und 2021 das Album A Vida veröffentlichte, das Thomas Haak im ARD-Radiofestival präsentierte.
Zusätzlich arbeitete sie mit dem Gitarristen Florin Küppers im Duo; das gemeinsame Album In Between (Double Moon Records 2023), bei dem als Gast auf zwei Titeln Erik Leuthäuser mitwirkt, fand bei der Kritik große Aufmerksamkeit.
Sie tritt auch mit dem Tentett Grupo de Encontro auf.